# Firas Katoussi
Firas Katoussi, né le 6 septembre 1995, est un taekwondoïste tunisien.

## Carrière
Dans la catégorie des moins de 74 kg, Firas Katoussi est médaillé d'or aux Jeux africains de 2019 à Rabat ainsi qu'aux Jeux mondiaux militaires de 2019 à Wuhan et aux championnats d'Afrique 2021 à Dakar.
Aux Jeux méditerranéens de 2022 à Oran, il remporte la médaille d'or dans la catégorie des moins de 80 kg.
Il est ensuite médaillé d'or dans la catégorie des moins de 74 kg aux championnats d'Afrique 2022 à Kigali et médaillé de bronze dans la même catégorie aux championnats du monde 2022 à Guadalajara.
Il est médaillé d'or dans la catégorie des moins de 80 kg aux Jeux africains de 2023 à Accra.

## Palmarès

### Jeux olympiques
| Événement            | Lieu          | Classe de poids | Rang |
| -------------------- | ------------- | --------------- | ---- |
| Jeux olympiques 2024 | Paris, France | 80 kg           | Or   |

### Championnats du monde
| Événement                  | Lieu                    | Classe de poids | Rang   |
| -------------------------- | ----------------------- | --------------- | ------ |
| Championnats du monde 2019 | Manchester, Royaume-Uni | 74 kg           | PAR    |
| Championnats du monde 2022 | Guadalajara, Mexique    | 74 kg           | Bronze |
| Championnats du monde 2023 | Baku, Azerbaïdjan       | 74 kg           | PAR    |

### Grand Prix
| Édition | Poids | GP 1              | GP 2               | GP 3              | GP Final               |
| ------- | ----- | ----------------- | ------------------ | ----------------- | ---------------------- |
| 2022    | 80 kg | 1/4 finale Rome   | Bronze Paris       | Bronze Manchester | 1/4 finale Riyad       |
| 2023    | 80 kg | 1/16e finale Rome | 1/16e finale Paris | Or Taiyuan        | 1/8e finale Manchester |

### Jeux africains
| Événement              | Lieu         | Classe de poids | Rang |
| ---------------------- | ------------ | --------------- | ---- |
| Jeux africains de 2019 | Rabat, Maroc | 74 kg           | Or   |
| Jeux africains de 2023 | Accra, Ghana | 80 kg           | Or   |

### Championnats d'Afrique
| Événement                   | Lieu                   | Classe de poids   | Rang              |
| --------------------------- | ---------------------- | ----------------- | ----------------- |
| Championnats d'Afrique 2021 | Dakar, Sénégal         | 74 kg             | Or                |
| Championnats d'Afrique 2022 | Kigali, Rwanda         | 74 kg             | Or                |
| Championnats d'Afrique 2023 | Abidjan, Côte d'Ivoire | N'a pas participé | N'a pas participé |

## Distinctions
- Grand officier de l'ordre national du Mérite (Tunisie, 16 août 2024)[7].